# 恋していた時間が忘れるための時間
『恋していた時間が忘れるための時間』（こいしていたじかんがわすれるためのじかん）は、日本の女性シンガーソングライターである西脇唯4枚目のアルバム（3rdフルアルバム）。

## 収録曲
- 全作詞・作曲：西脇唯
- 編曲：新川博（1,3,6,9,10）武部聡志（2,8）加藤みちあき（5）大村雅朗（4）佐藤準（7）

1. どうしても好きだった (4:57)
2. いつかもう一度愛せるから (5:06)
3. 休日 (3:49)
4. 遠い5月の真昼の海 (5:22)
5. それはひとつしかなくて (5:30)
6. 思い出が降る街で (4:54)
7. RESET (4:16)
8. 夕凪 (6:03)
9. 思いをはせることだけは自由 (4:48)
10. 愛することは やめない (6:23)